# Can't Live Without You
Singles de Scorpions
"No One Like You"
(1982) "Rock You Like a Hurricane"
(1984)
Pistes de Blackout
"Blackout" "No One Like You"
Can't Live Without You est une chanson du groupe de hard rock Scorpions de l'album de 1982 Blackout.

Elle a été composée par la paire Rudolf Schenker/Klaus Meine et se caractérise par un rythme rapide, plus rock'n roll que les autres compositions de l'album tout en restant basée sur un son hard rock avec des riffs de guitare lourds et des solos cinglants. 

Après le hit "No One Like You", "Can't Live Without You" est une des chansons portante de Blackout, et en tant que tel, destinée à sortir en single. Le single ne rejoignit pas le succès de "No One Like You" aux États-Unis ou en Allemagne mais en revanche, en France, il dépassa largement "No One Like You" faisant même office de hit principal de l'album en atteignant la 17e positions dans les charts et permit à Blackout de se hisser en tête des ventes d'album pour quatre semaines consécutives.

## Charts
France Top Singles (France), Mainstream Rock Chart (États-Unis), UK Singles (Royaume-Uni)
| Année | Chart                 | Position |
| ----- | --------------------- | -------- |
| 1982  | France Top Singles    | #17      |
| 1982  | Mainstream Rock Chart | #47      |
| 1982  | UK Singles            | #63      |